# Paul Rigot
Pour les articles homonymes, voir Rigot.
Paul Rigot, né le 10 février 1995 au Mans, Sarthe, est un joueur français de basket-ball. Il évolue au poste d'ailier.

## Biographie
Rigot commence le basket à Coulaines en 2006 à l'âge de huit ans.
En 2008, il part à la JALT du Mans tout en participant aux entraînements du pôle espoir de Nantes.
En 2010, il part au Centre fédéral. Il joue avec l'effectif de Nationale 1 à partir de la saison 2011-2012. A la fin de la saison 2012-2013, il quitte l'INSEP.
En mai 2013, il fait des essais avec Olivier Yao-Delon chez la JDA Dijon mais Yao-Delon est retenu. Le 8 juin 2013, il rejoint le Limoges CSP. Entre 2013 et 2015, il joue avec les espoirs et quelques matches avec les professionnels.
Le 4 juillet 2015, il signe à Orchies en Pro B.
En août 2016, il participe au stage de préparation de l'AS Monaco Basket en vue d'obtenir un contrat. Le 10 septembre 2016, il s'engage avec Monaco,. L'effectif de Monaco est de bonne qualité et Rigot arrive à s'y faire une place.
En juin 2017, Rigot rejoint les Sharks d'Antibes où il signe un contrat de deux ans.
En juillet 2019, Rigot s'engage avec l'ALM Évreux Basket, en Pro B, pour une saison. En décembre 2019, Rigot réalise un triple-double face à Fos-sur-Mer avec 12 points, 12 rebonds et 10 passes décisives.
Après une saison accomplie dans l'antichambre toutefois écourtée par la pandémie de Covid-19, Paul Rigot retrouve la Jeep Elite en signant au BCM Gravelines Dunkerque le 8 mai 2020.
Le 30 juin 2021, il signe avec l'ADA Blois pour la saison 2021-2022 de Pro B.

## Clubs successifs
- 2015-2016 :  BC Orchies (Pro B)
- 2016-2017 :  AS Monaco Basket (Pro A)
- 2017-2019 :  Antibes Sharks (Pro A)
- 2019-2020 :  ALM Évreux Basket (Pro B)
- 2020-2021 :  BCM Gravelines Dunkerque (Jeep Élite)
- 2021-2023 :  ADA Blois (Pro B puis Betclic Élite)
- Depuis 2023 :  ALM Évreux Basket (Pro B)

## Équipe de France
En septembre 2013, il participe au championnat du monde 3×3 des 18 ans et moins. Il termine la compétition en étant vice-champion du monde.

## Palmarès

### En club
- Champion de France 2014 avec Limoges.

### Sélection nationale
- Champion d'Europe des 16 ans et moins en 2011
- Participe au championnat du monde des 17 ans et moins en 2012
- du championnat du monde des 18 ans et moins 3x3 en 2012
- 7e du championnat d'Europe des 18 ans et moins en 2013
- du championnat du monde des 18 ans et moins 3x3 en 2013

### Distinctions personnelles
- Participation au NJIT en 2012/2013